# Chiesa dell'Assunzione della Beata Vergine Maria (Rosciano)
La chiesa dell'Assunzione della Beata Vergine Maria, detta anche chiesa di Santa Maria Assunta o chiesa di Sant'Eurosia, è la parrocchiale di Rosciano, in provincia di Pescara e arcidiocesi di Pescara-Penne; fa parte della forania di Cepagatti.

## Storia
Il nucleo primitivo della chiesa risale probabilmente al Trecento: di questa originaria costruzione si è conservata una parte di muro nel fianco destro della chiesa settecentesca.
Nel 1774 la parrocchiale fu oggetto di un rifacimento in stile barocco, in occasione del quale venne eretta la nuova facciata; secondo altre fonti, tuttavia, quest'ultima sarebbe stata eretta già nel 1727.
La struttura venne interessata da un restauro nel 1915 per sanare i danni arrecati dall'evento sismico del 13 gennaio di quell'anno.
Lesionata durante la seconda guerra mondiale, la parrocchiale fu ristrutturata nel 1952; nel 1981 si procedette all'adeguamento liturgico secondo le usanze postconciliari mediante l'aggiunta dell'altare rivolto verso l'assemblea, mentre cinque anni dopo venne condotto un restauro.
Nel 2002 si svolse un nuovo intervento di risanamento e di risistemazione, che riguardò le coperture, le pareti esterne e la sagrestia.

## Descrizione

### Esterno

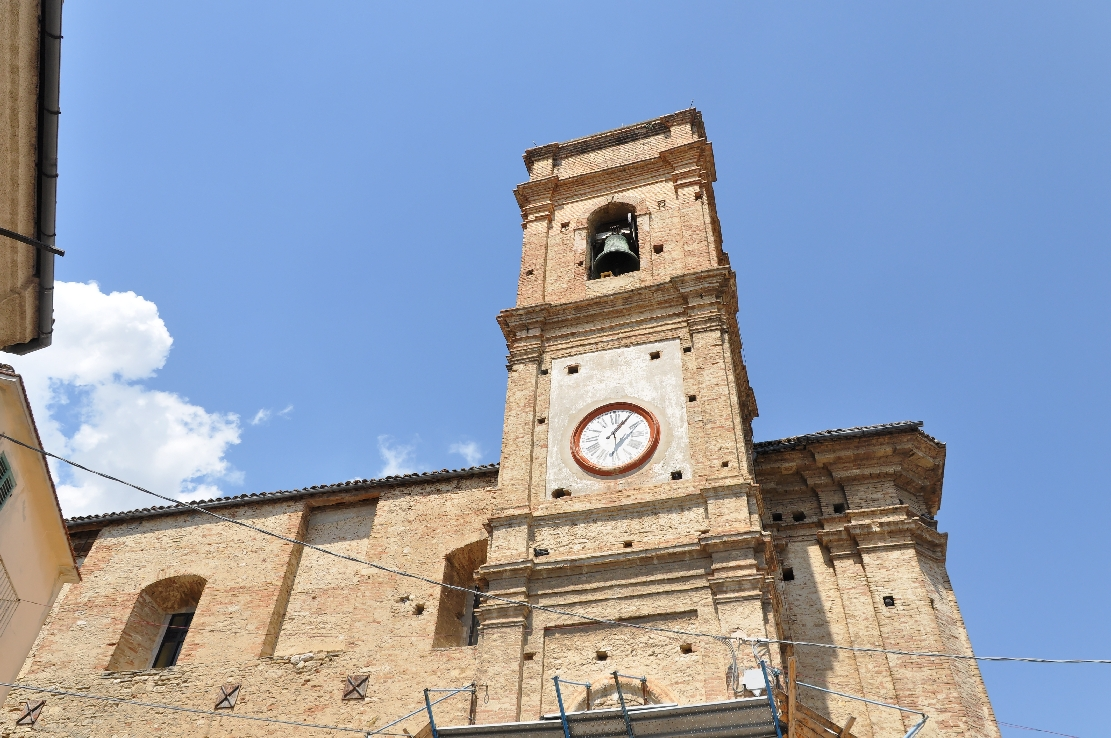
Il campanile

La facciata in mattoni della chiesa, rivolta a occidente, presenta centralmente il portale d'ingresso, inscritto in un arco a tutto sesto, e una finestra a lunetta ed è coronata dal timpano curvilineo.
Accanto alla parrocchiale è il campanile a base quadrata, edificato nel 1702 e suddiviso in più registri da cornici marcapiano; la cella presenta su ogni lato una monofora ed è coronata dal tetto a quattro falde.

### Interno
L'interno dell'edificio si compone di un'unica navata, sulla quale si affacciano le cappelle laterali, introdotte da archi a tutto sesto, e le cui pareti sono scandite da lesene sopra i capitelli delle quali corre la trabeazione modanata e aggettante sorreggente le volte a botte; al termine dell'aula si sviluppa il presbiterio, rialzato di alcuni gradini e chiuso dall'abside quadrata.
Qui sono conservate diverse opere di pregio, tra le quali le tele raffiguranti l'Assunzione, San Nicola e San Giovanni Battista, eseguite presumibilmente dal guardiese Nicola Ranieri, l'organo, costruito nel XVIII secolo, e la pala ritraente la Madonna del Rosario con papa Pio V e i Quindici Misteri, eseguita nel 1581.